# Numéro de vol

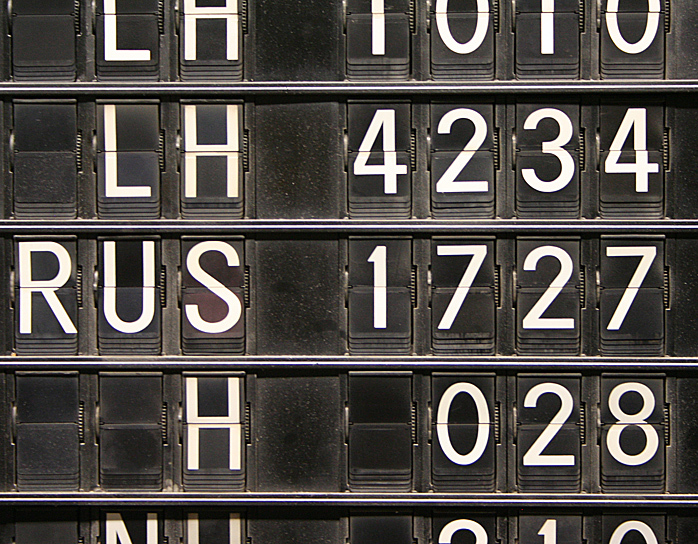
Des numéros de vol sur un afficheur à palettes à l'aéroport de Francfort.

Le numéro de vol est un code alphanumérique, composé du code AITA de la compagnie aérienne et d'un nombre de un à quatre chiffres qui, ensemble, permettent d'identifier avec précision un vol (trajet et horaire), régulier ou charter.

## Règles d'attribution
Le numéro de vol est attribué par la compagnie aérienne, qui utilise ses propres conventions de numérotation, et quelquefois même, retient son code OACI à trois lettres en remplacement du code AITA. Une règle commune à beaucoup de compagnies est l'utilisation du nombre suivant le nombre retenu pour l'aller afin de désigner le vol retour : par exemple UA1 correspond à un vol San Francisco-Singapour, et le retour Singapour-San Francisco est désigné sous le numéro UA2. 
En cas d'accident aérien, les médias utilisent souvent le numéro de vol pour identifier l'accident. Aussi, certaines compagnies décident discrètement de ne plus utiliser le numéro de vol en cause,, mais ce n'est pas systématique. Ainsi, le vol Air France 212 , qui subit un crash entraînant la mort de ses 63 passagers en mars 1968 perdura sous le même numéro et connut l'année suivante un second accident faisant 62 morts dans des circonstances non élucidées sur la même portion de trajet Caracas-Pointe-à-Pitre. 
Il arrive qu'un même vol porte plusieurs numéros de vol, notamment en cas de partage de code. Ces numéros de vol sont affichés dans les aéroports, les horaires et les billets.